# 耶爾默蘭
耶爾默蘭（挪威語：Hjelmeland）是挪威羅加蘭郡的城市鎮，位於該國南部，面積1,089平方公里，主要經濟活動有漁業和水果種植，2004年人口2,747，人口密度每平方公里3人。

## 外部連結
- Municipal fact sheet from Statistics Norway
- http://www.ryfylke.com （页面存档备份，存于）